# Kapampangan
I kapampangan costituiscono la ottava etnia filippina più grande, quasi 2.492.000 persone.